# Gonarcticus
Gonarcticus is een geslacht van insecten uit de familie van de drekvliegen (Scathophagidae), die tot de orde tweevleugeligen (Diptera) behoort.

## Soorten
- G. abdominalis (Zetterstedt, 1846)
- G. alberta (Curran, 1927)
- G. antennata (Zetterstedt, 1838)
- G. arctica (Becker, 1907)